# Széphalom (folyóirat)
Széphalom (folyóirat) Közreadó: Széphalom Kör. (1927. január—1944. július). Irodalmi és tudományos havi folyóirat. Szerkesztője mindvégig Zolnai Béla. Megjelenés helye: Szeged; 1942-től Kolozsvár.

## Szerkesztése, periodicitása, irányvonala
A második világháború idején Kolozsvárott szerkesztették tekintettel arra, hogy a Ferenc József Tudományegyetem és annak számos oktatója, köztük Zolnai Béla 1940. október 19-én visszaköltözött Kolozsvárra. Periodicitás: rendszertelen, igyekeztek havonként megjelentetni, de a gyakorlatban mindig csak többszörösen összevont számokkal sikerült ezt megvalósítani. Irányvonala: szellemtörténeti, ugyanakkor mérsékelten konzervatívnak is tekinthető főleg a kortárs irodalom megítélésében, ezúton tudta elkerülni a szélsőséges politikai irányokhoz való csatlakozást.

## Állománya[1]
- 1.1927—15.1944.